# Клермон ле Ферм
Клермон ле Ферм (фр. Clermont-les-Fermes) насеље је и општина у североисточној Француској у региону Пикардија, у департману Ен (Пикардија) која припада префектури Лаон.
По подацима из 2011. године у општини је живело 123 становника, а густина насељености је износила 13,23 становника/km². Општина се простире на површини од 9,3 km². Налази се на средњој надморској висини од 128 метара (максималној 149 m, а минималној 99 m).

## Демографија
| 1962. | 1968. | 1975. | 1982. | 1990. | 1999. | 2011. |
| ----- | ----- | ----- | ----- | ----- | ----- | ----- |
| 293   | 301   | 193   | 164   | 130   | 131   | 123   |

График промене броја становника у току последњих година